# H. Guy Hunt
Pour les articles homonymes, voir Hunt.
Harold Guy Hunt, né le 17 juin 1933 à Holly Pond (Alabama) et mort le 30 janvier 2009 à Birmingham  (Alabama), est un homme politique américain membre du Parti républicain. Il est gouverneur de l'Alabama entre 1987 et 1993.

## Biographie
Républicain, il commence sa carrière politique en 1962 en perdant l'élection pour obtenir un poste au Sénat de son État. Il est élu, en 1964, juge de la Cour des probations du comté de Cullman, poste où il demeure pendant douze ans. Militant actif du Parti républicain, il détient plusieurs postes importants dans l’organisation de la campagne présidentielle de Ronald Reagan. Il est de nouveau défait par Fob James lors des élections pour le poste de gouverneur en 1978, mais il peut se reprendre en 1986, en prenant avantage de certains conflits au sein du Parti démocrate pour remporter l’élection et de se faire réélire en 1990.
Le premier mandat de Hunt consiste principalement par des actions concrètes pour attirer plus d’investissements industriels et une augmentation du tourisme en Alabama. Mais son deuxième mandat est assombri par des accusations de fraudes au niveau du remboursement des prêts électoraux ; reconnaissant sa culpabilité, il démissionne le 22 avril 1993. Son lieutenant gouverneur, James E. Folsom, est assermenté gouverneur de l’Alabama la même journée.